# Martin County (Texas)
Martin County je okres ve státě Texas v USA. K roku 2010 zde žilo 4 799 obyvatel. Správním městem okresu je Stanton. Celková rozloha okresu činí 2 372 km².